# Феноменологическая психиатрия
Феноменологи́ческая психиатри́я (от др.-греч. φαινόμενον «являющийся») — раздел психиатрии, занимающийся изучением психических расстройств по внешним проявлениям, на основе философских концепций. При этом психопатологические явления исследуются в том виде, в каком они прямо представлены в сознании лиц с психическими расстройствами. Феноменология помогает психиатру в понимании структуры и способа бытия-в-мире психически больного человека, представленные в его мировосприятии и мировоззрении.
Согласно Артуру Татоссиану, феноменологическая психиатрия зародилась в 1922 году, при введении концепции «феноменологии» Евгением Минковским и Людвигом Бинсвангером. Минковский позднее стал рассматривать феноменологическую психиатрию неотъемлемой частью экзистенциального анализа, являющегося более широким направлением. Феноменологический метод также применялся Карлом Ясперсом; особенность данного метода — рассмотрение субъективного самоотчёта лиц с психическими расстройствами в качестве научно-объективного свидетельства в психиатрии. В «Общей психопатологии» (нем. «Allgemeine Psychopathologie», 1913) Ясперса присутствовала отдельная глава, посвящённая феноменологическому описанию разных психических расстройств. Шотландский психиатр Рональд Лэйнг также использовал экзистенциально-феноменологический подход в психиатрии, первым принеся это направление в Великобританию. Психические расстройства им рассматривались как особый модус бытия.